# Тихий омут
«Тихий омут» (англ. Stillwater) — американский фильм режиссёра Тома Маккарти с Мэттом Деймоном в главной роли. Премьера в США должна была состояться 6 ноября 2020 года, однако в июле 2020 года была отложена на неопределённый срок. Релиз фильма в кинотеатрах США состоялся 30 июля 2021 года.

## Сюжет
Простой американский рабочий Билл Бейкер летит из городка Стиллуотер в Оклахоме в Марсель, чтобы навестить свою дочь Элисон в тюрьме. Пять лет назад Элисон, учившаяся в Марселе, была осуждена за убийство своей арабской подруги. Во время визита отца Элисон просит его передать письмо адвокату Лепарк, которая вела дело. Билл передаёт письмо, но Лепарк говорит, что на основании только сведений из вторых рук суд не может заново открыть дело для пересмотра. С помощью француженки Вирджини, которая остановилась с дочерью Майей в соседнем с Биллом номере гостиницы, Билл узнаёт, что в письме Элисон говорила о том, что девушка по имени Суад знает о том, что в убийстве виновен парень-араб по имени Аким. Если найти Акима и сопоставить его ДНК с неизвестной ДНК, обнаруженной на месте преступления, это поможет доказать невиновность Элисон. Не говоря об этом дочери, Билл начинают расследование и с помощью Вирджини беседует с Суад, однако та испугана и не хочет разговаривать; удаётся узнать только что Аким живёт в неблагополучном квартале Калисте. Подруга Вирджини помогает скачать из Instagram Суад фотографии с вечеринки, где Суад видела Акима. На одном из фото Элисон опознаёт Акима. Вирджини пытается объяснить Биллу, что ему нельзя общаться с местными людьми «в лоб», потому что так он ничего не узнает. Тем не менее, Билл едет в Калисте и показывает фото Акима всем подряд, но никто не признаётся, что знает его. В результате на Билли нападает группа молодых людей и избивает его, при этом туда же ненадолго приезжает на мотоцикле Аким, который говорит, что не знает, кто это, и скрывается. Узнав о том, что Лепарк не стала возобновлять расследование, а отец обманул её, Элисон прекращает общаться с Биллом.
Проходит четыре месяца. Билл живёт с Вирджини и Майей и работает на стройке. Лепарк сообщает ему, что теперь Элисон раз в месяц будут отпускать днём на прогулку по городу в сопровождении родственника. Билл и Элисон проводят день вместе, Билл знакомит дочь с Вирджини и Майей. Элисон рассказывает, что её убитая подруга была ей неверна, но она всё равно больше всего хотела бы снова быть рядом с ней. Однажды во время футбольного матча «Олимпик Марсель» на стадионе «Оранж Велодром», куда Билл повёл Майю, он замечает в толпе Акима. После матча Билл догоняет его на улице и, оглушив, запирает в подвале дома. Майю он просит никому не говорить про это, и та обещает. Аким пытается сказать Биллу, что он не виноват и что ему заплатила сама Элисон, в том числе подарила ему золотое колье с надписью «Стиллуотер», но Билл не отпускает его. Он даёт частному детективу, с которым встречался раньше, образец волос Акима, чтобы тот по полицейским каналам сделал ДНК-экспертизу. Через несколько дней детектив, что-то заподозрив, приходит к дому и под видом сотрудника городских служб спрашивает у Вирджини, всё ли в порядке с их подвалом. В тот же день к Биллу приходит полиция, при этом в подвале никого не находят. Майя не выдаёт Билла, и полиция уходит. Билл понимает, что Вирджини освободила Акима. Вирджини просит Билла уйти от них, и он со слезами прощается с Майей, которую успел полюбить. Вскоре Лепарк сообщает Биллу, что поступила проба ДНК, совпавшая с неизвестной ДНК, найденной на месте убийства, так что теперь дело будет заново открыто.
Элисон освобождают, и вместе с Биллом они возвращаются в Стиллуотер, где мэр и жители города устраивают по случаю её возвращения праздник. Билл спрашивает о колье (которое он сам подарил дочери перед её отъездом в Марсель), и Элисон со слезами признаётся, что действительно просила Акима выгнать Лину из дома, но не просила убивать её.

## В ролях
- Мэтт Деймон — Билл Бейкер
- Эбигейл Бреслин — Эллисон Бейкер
- Камиль Коттен — Вирджиния
- Лилу Шово — Майя
- Дианна Данаган[англ.] — Шэрон
- Анн Ле Ни — Лепарк
- Идир Азугли — Аким
- Мусса Мааскри — Дироса
- Уильям Надилам — Патрик

## Производство
В июле 2019 года было объявлено, что режиссёром фильма станет Том Маккарти, а главную роль сыграет Мэтт Деймон. Позднее было подтверждено, что в фильме снимется Эбигейл Бреслин. В сентябре 2019 года к актёрскому составу присоединилась Камиль Коттен.

## Премьера
Релиз фильма планировался 6 ноября 2020 года, однако позже премьера кинокартины была перенесена на неопределённый период.
8 июля 2021 года фильм был показан на Каннском кинофестивале. На премьере присутствовал Мэтт Деймон, которому устроили пятиминутную овацию после завершения показа фильма.
Фильм вышел в кинотеатрах 30 июля 2021 года.

## Восприятие
На сайте Rotten Tomatoes фильм имеет рейтинг 75 %, основанный на 197 отзывах, со средней оценкой в 6,6 из 10 возможных. Консенсус критиков гласит: «Фильм не идеален, но его вдумчивый подход к интеллектуальным темам — и сильные актёрские работы — придают этой своевременной драме неуклонно растущую силу».
Ричард Ропер из Chicago Sun-Times поставил фильму оценку в 3,5 звезды из 4 возможных, назвав его «провокационным и волнующим» и высоко оценив игру Деймона в роли Билла Бейкера, однако отметил: «Билл также склонен к необдуманным поступкам, что приводит к относительно позднему развитию событий в фильме, которое является резким и ошибочным и не позволяет этому фильму стать великим».